# Leurophyllidium maculipenne
Leurophyllidium maculipenne är en insektsart som först beskrevs av Jean Guillaume Audinet Serville 1838.  Leurophyllidium maculipenne ingår i släktet Leurophyllidium och familjen vårtbitare. Inga underarter finns listade i Catalogue of Life.